# فرنسيس نيلسون (لاعب هوكي جليد)
فرنسيس نيلسون (بالإنجليزية: Francis Nelson)‏ هو لاعب هوكي جليد أمريكي، ولد في 24 يناير 1910 في نيويورك في الولايات المتحدة، وتوفي في 9 مارس 1973 في نيوجيرسي في الولايات المتحدة.

## وصلات خارجية
- فرنسيس نيلسون على موقع EliteProspects.com (الإنجليزية)
- فرنسيس نيلسون على موقع Eurohockey.com (الإنجليزية)
- فرنسيس نيلسون على موقع HockeyDB.com (الإنجليزية)
- فرنسيس نيلسون على موقع أوليمبيديا (الإنجليزية)